# Liste des maires de la paroisse et de la ville de Roberval
Pour un article plus général, voir Roberval (Québec).

## Village et ville deRoberval(Canada) de 1861 à aujourd'hui
- George Munro Skene [1](1861 - 1863?)
- Prime Thibeault (1863 - 1864)
- Abraham Lapointe (1864 - 1866)
- Jean-Baptiste Potvin (1866 - 1868)
- Jean-Baptiste Parent (1868 - 1872)
- Euloge Ménard (1872 - 1873)
- Sylvestre Bouchard (1873 - 1878)
- Jean-Baptiste Parent (1878 - 1881)
- François Bouchard (1881 - 1883)
- Israël Dumais (1883 - 1885)
- W. T. A. Donohue (1885 - 1889)
- Télesphore Pilote (1889 - 1891)
- Georges Audet (1891 - 1895)
- L. P. Bilodeau (1895 - 1896)
- L. E. Otis (1896 - 1898)
- Arthur Du Tremblay (1898 - 1900)
- W. J. Tremblay (1900 - 1902)
- Théodule Bernier (1902 - 1903)
- B. A. Scott (1906 - 1908)
- L. P. Bilodeau (1908 - 1909)
- Israël Dumais (1909 - 1911)
- Jules Constantin (1911 - 1912)
- Arthur Du Tremblay (1912 - 1918)
- Armand Boily (1918 - 1920)
- Georges P. Marcotte (1920 - 1926)
- Thomas-Louis Bergerons (1926 - 1932)
- Georges P. Marcotte (1932 - 1934)
- Ilas Gagnon (1934 - 1942)
- Antoine Marcotte (1942 - 1951)
- Charles-Élie Simard (1951 - 1954)
- Adrien Plante (1954 - 1957)
- Roland Marcoux (1957 - 1960)
- F. X. Bouchard (1960 - 1969)
- Benoît Lévesque (1969 - 1973)
- Jos.-Arthur Tremblay (1973 - 1988)
- André-Guy Laroche (1988 - 1992)
- Claude Munger (1992 - 2000)
- Denis Lebel (2000 - 2007)
- Michel Larouche (2007 - 2013)
- Guy Larouche (2013 - 2017)
- Sabin Côté (2017 - aujourd’hui)

## Paroisse de Roberval de 1883 à 1976
- Télesphore Pilote (1883 - 1884)
- Omer Martineau (1884 - 1887)
- Joseph Potvin (1887 - 1890)
- Césaire Tremblay (1890 - 1893)
- B. A. Scott (1893 - 1905)
- Luc Lizotte (1905 - 1906)
- Émile Potvin (1906 - 1907)
- Édouard Bédard (1907 - 1910)
- Joseph Lavoie (1910 - 1912)
- Luc Simard (1912 - 1913)
- Isodore Couture (1913 - 1914)
- Henri Boivin (1919 - 1927)
- Hubert Villeneuve (1927 - 1933)
- Pitre Girard (1933 - 1937)
- Hubert Villeneuve (1937 - 1945)
- Joseph Otis (1945 - 1955)
- Émile Duchesne (1956 - 1957)
- Léonard Harvey (1957 - 1963)
- Lauréat Coté (1963 - 1964)
- Napoléon Bouchard (1964 - 1965)
- Jos.-Arthur Tremblay (1965 - 1974)
- Guy Gauthier (1974 - 1975)
- Benoît Gagnon (1975 - 1976)
- N.B. : La paroisse de Roberval s'est fusionnée avec la ville de Roberval en 1976.